# Mulda (Alemanha)
Mulda é um município da Alemanha, situado no distrito de  Mittelsachsen, no estado da Saxônia. Tem 43,08 km² de área, e sua população em 2019 foi estimada em 2.464 habitantes.